# Jüdischer Friedhof (Siret)
Der jüdische Friedhof Siret in der rumänischen Kleinstadt Siret gilt als einer der ältesten jüdischen Friedhöfe in Osteuropa. Er wurde 2015 in der Denkmalliste (rumänisch Lista monumentelor istorice) des Kreises Suceava eingetragen.